# Bağcılar
Bağcılar est l'un des 39 districts de la ville d'Istanbul, en Turquie.

## Administration
Le district de Bağcılar est divisé en 22 quartiers :
- 15 Temmuz
- Bağlar
- Barbaros
- Çınar
- Demirkapı
- Fatih
- Fevzi Çakmak
- Göztepe
- Güneşli
- Hürriyet
- İnönü
- Kâzım Karabekir
- Kemalpaşa
- Kirazlı
- Mahmutbey
- Merkez
- Sancaktepe
- Yavuzselim
- Yenigün
- Yenimahalle
- Yıldıztepe
- Yüzyıl